# ギア・アンティーク
ギア・アンティークは、伏見健二が制作したスチームパンク風のテーブルトークRPG。1991年にツクダホビーより発売。その後、1999年に「ギア・アンティーク〜ルネッサンス〜」というタイトルで、伏見健二／F.E.A.R.著としてゲーム・フィールドより第2版が発売された。ツクダホビー版より数十年後が舞台で、時代に合わせて技術もそれなりに進歩している。

## 概要
ゲームの舞台となる異世界「マキロニー」は産業革命期のヨーロッパをモチーフにした世界である。蒸気機関や飛行船、戦車などといった無骨な機械は日常に溢れており、これら近代文明と相対する形で「魔法」や「モンスター」というファンタジー要素も存在している。そんなエネルギッシュな世界で、19世紀から20世紀初頭のジュブナイルSF小説のような開拓者精神あふれる大活劇を行えるゲーム性が魅力になっている。
近代世界なために冒険者や勇者などというヒロイックファンタジー風の職業はメジャーな形では存在していない。プレイヤーキャラクター(PC)は普通に日常生活を送っている様々な職業人となる。女学校に通うごく普通の娘さん、パン屋のせがれ、酒場のオヤジ、買い物帰りの主婦、街の警官・・・こんなごく普通の人々が、ひょんなことから大事件に巻き込まれてしまうという、往年の少年冒険もののようなスタイルがギア・アンティークのシナリオの基本形となっている。

## システム

### キャラクター作成
多くのファンタジーRPGよりも背景世界の文明レベルが発展しているため、出自や才能だけでプレイヤーキャラクターの個性が決まらず、子供時代からどのように進学してどのように転職していったかを決めることでデータが形作られていくというキャラクター作成方法が採用されている。用意されている職業はかなり多様なものとなっており、「主婦」などといったほかのゲームには見られないものもある。また、軍属に関する職業が豊富なのも特徴。
後の「ギア・アンティーク〜ルネッサンス〜」はさらに進んで、職歴・恋愛歴や引退年数、そして死亡時期までもキャラクター作成時に決めてしまうという珍しい方法になった。

### 行為判定
行為判定は同じ作者によるTRPG『ブルーフォレスト物語』をほぼ踏襲し、パーセンテージロール(D%)が採用されている。10面ダイスを二個ふって、片方を10の位、片方を1の位として、行為判定の成功率以下の出目ならば成功というものである。（たとえば岩を持ち上げる判定の成功率が53%ならば、10の位のダイスが「5」以下、1の位のダイスが3以下ならば成功となる）

### 幸運の風
このゲームのおけるPCは冒険者や英雄などではなく「ただの一般人」な職業についていることが多いため、激しい冒険や戦闘などを素の能力でこなすのは難しい。しかし、どんなに難しい判定の失敗でも覆すことのできる幸運の風という、独特でありながらも判りやすいルールがこのゲームのスパイスとなっている。
「幸運の風」とはD%の判定に使われる判定値の名称であり、他のゲームで言うところの「幸運」の能力値である。全てのプレイヤーキャラクターは、自分の行為判定が失敗したとき、「幸運の風」の判定値でやりなおすことができる。これは本当は失敗するはずの行為が「運良く成功した」ことを表す。例をあげれば「敵に撃った銃弾が外れたと思ったら、跳弾して命中した」というようなケースである。
「幸運の風」が特殊な点は、能力で判定をして成功すると、この判定値そのものが上昇する点にある。これは「ツキがいいときはどんどんツキがよくなる」ということを表している。ただし、幸運の風が70%を超えた時点で、今までの幸運の反動として「しっぺ返し」というトラブルが自動的に起こる。どのような「しっぺ返し」が起こるかは専用の表でランダムに決定される。しっぺ返しが発生したあとに「幸運の風」は20%に固定され、再び上昇していく。

## 世界設定
我々の住む地球に良く似た地図を持つ異世界「遊星エルスフィア」のうち、法王ダーマチャキの治めるマキロニー地方（ヨーロッパに相当）を舞台にしている。
なお、同じ作者によるTRPGブルーフォレスト物語の舞台であるシュリーウェバもまた、同じくエルスフィアの一地方である。

### テクノロジー
蒸気機関
現在のマキロニーで主流の技術。我々の世界の蒸気機関よりもはるかに発展しており、自動車などの乗り物だけでなく、戦車などの兵器、洗濯機などの日用製品などにも広く使われている。あげくに蒸気コンピューターや蒸気テレビ、蒸気レーザービーム砲なども存在する（もちろんそれはマッドサイエンスの産物であり普及しているようなものではないが）。蒸気は我々の世界でいう電気と同じくらい重要なものとして人々の生活に根付いている。
油沸機関
蒸気機関が発展した外燃機関の一種。水の代わりに油を使った特殊な混合液を用いる。蒸気機関よりも高出力なので、新型機械に用いられることが多い。普及度は蒸気機関よりも劣っていたが近年は一般化しつつある。
降魔機関
マキロニーには、太古の時代に月より降り注いだ隕石群が古代文明を滅ぼしたという伝説がある。その隕石のかけらが「降魔鉱石」である。
降魔鉱石は無限に熱を発生させるという特性があり、これを利用してヴァルモン帝国がつくりだした永久機関が降魔機関である。特に降魔機関を埋め込んだ戦車は強力で、水以外の補給を必要としない点は蒸気戦車よりはるかに勝る。
しかし降魔鉱石には周囲の事象を歪めてしまうという魔術的特性があり、降魔機関を積んだ機械のもとに長くいると肉体や精神が変調をとげてしまう。また、降魔機関を積んだ機械自体が暴走し機械生命体になることさえある。降魔機関は非常に危険な技術であり、ヴァルモン以外の国は悪魔の所業として忌み嫌っている。
古代技術
マキロニーには数千年前、超古代文明が存在していた。星々の世界にまで手が届いたと言うその文明の技術は現代の人類の技術をはるかに超えており、たまに遺跡などから古代文明の遺物が発見されると、各国のスパイたちによる激しい争奪戦が始まる。
魔術
マキロニーには魔術が存在する。しかしマキロニーは「剣と魔法のファンタジー世界」ではない。魔法使いは英雄ではなく、火あぶりにされるべき異端者である。魔術は神にそむく悪魔の業とされているのだ。
魔法使いたちは社会の影に隠れてその技を磨いている。人々の日常生活に魔術がからむことはまずない。
妖精機関
魔術的存在をエンジンの原料に利用するという禁断の技術。特に妖精が原料によく使われるので「妖精機関」と呼ばれる。
その仕組みは単純で、妖精を箱にとじこめ熱風あてたり酸をかけたりしてイジメ抜く。そのときの妖精の悲痛な叫びが魔力となって放出され機械の動力となる。妖精機関は小型にで高出力のため、一部の飛行機械など軽量化が必要な機械に好まれる。
内燃機関と電気
発展途上の新技術。ごくごく一部の戦車などに実験的に搭載されている。
四大属性
マキロニーでは物質の反応は地・水・火・風の「四大属性」の変化からなると信じられているため、化学分野の発展が非常に遅れている。
このため化学物質はラビエル民族からの入手が主な手段で自力での精製は殆ど出来ず、例えば、飛行船用の浮揚ガス「水素」が何から出来ているのか理解出来ないまま使用している（「水素」は火を点けると爆発するから、マキロニー人は「爆素」と呼称しているとリプレイ本でデザイナーが明言している）。

### 主な国家
フィラム王国
フランスをデフォルメした封建国家。世界三大強国の一つ。世界一の農産物生産量を誇る大陸の穀倉地帯であり、経済的には安定。軍事的にもまあまあ。平均的な国民の暮らしも贅沢はできなくても生活は余裕あるものになっており、科学技術もそれなりに普及している。どちらかといえば牧歌的な雰囲気。多くのシナリオの舞台はこの国になっている。
ヴァルモン帝国
プロイセンとドイツ帝国をデフォルメしている軍事国家。世界三大強国の一つ。蒸気機関を軍事利用する技術に長けており、降魔戦車などの様々なマッドな超兵器を開発し周辺諸国に戦争をしかけている。
ヴァルモン皇帝はマキロニーを統一しようと画策しており、基本的にPCの敵対勢力として登場する。このためPC全員がヴァルモン軍人と言った特殊なもの以外は、あまりシナリオの舞台になることはない。
ユーレンブルク公国
帝政ロシアとソビエト連邦をデフォルメした宗教国家。世界三大強国の一つ。
国土は広いがその多くが荒野であり農業には適していない。さらに、降魔汚染された地域に隣接しており怪物たちの襲撃に常にさらされ、その上ヴァルモン帝国とまで隣接しており国境付近では小競り合いが絶えない。
過酷な自然環境の上に外敵に常に狙われているこの国は、強制的にでも団結しないと生き残れない状況である。そのためこの国は宗教的権威が政治がむすびつき、国民の日常生活を、精神的に物質的にも絶対的に支配する管理社会となった。
管理社会ゆえに軍事力は強力なものとしてつくりあげられていて、それが世界三大国家にまでこの国をのしあげている。この国もシナリオの舞台になることはあまりない。
ペトルシア共和国
学問の盛んな国。市民政が敷かれている。技術大国ではあるが軍事的には余り強くない。フィラムと並んでシナリオの舞台になる事が多い。国力的には三大国に次ぐ物を持っている。
カーグラード王国
伝統を大切にする古式ゆかしい貴族王国。オーストリアとスイスをデフォルメした小国家だが社会的な国家権威は高く、軍事面での弱さをこれで補っている。
各国の上流子女を受け入れた教育関連（ペトルシアとは違い実務的なものではなく、礼法などの教養的な学問）に強みを発揮し、各国に学閥を構築している。
上流社交界の表面の華やかさとは裏腹に、各国の諜報機関や産業スパイが暗躍する権謀策術の舞台になることが多い。また、高い影響を持つ金融関係はマネーロンダリングの温床となっている。
クーレンルート王国
イギリスをデフォルメした島国。自然が豊かで妖精たちが多くみられるという。また鉱物資源が豊富でそれを狙うヴァルモン帝国の圧力を受けている。
エストピア
世界最北にある雪と氷に閉ざされた国。小国ではあるが世界一の石炭の生産地でありマキロニーの蒸気文明を支える重要な国でもある。
　
以下は国家ではないが、重要な位置を占める民族や団体である。
トーラー人
超古代文明の技術を継承している謎の民族。ある島の中にこもって外界には一切関わらない。
ラピエル民族
ユダヤ人をデフォルメした民族。国土をもたない放浪の商業民族だが、世界の経済に深く根を張り、世界情勢に大きな影響力を持つ、
その絶大なコネクションの力でトーラー人の代理人として動くこともあり、彼らから超古代技術を貸与されている。その力が多くの強国に渡り合える原動力にもなっている。
大陸横断鉄道
大陸横断鉄道を運営する「鉄道公社」は国家と同じくらいの力を持つ多国籍企業である。ラピエル民族により運営されており彼らの総本山ともいうべき企業。
大陸横断鉄道の線路はどこの国にあろうとも「鉄道公社」という一国家の土地として扱われ、駅や列車の中は治外法権になっている。どんな重犯罪者でも横断鉄道の列車に載っているときは一時的にでも「亡命者」となり、きちんとしたキップを持っているならば鉄道公社はその人物を一人の客として、目的地に着くまでは守る義務が発生する。

### ヴェルン卿/ハンス・ヴェルン男爵
ギア・アンティークの看板役者として知られるNPCにヴェルン卿と呼ばれるキャラクターがいる。ヴェルン卿は世界征服を目論むマッドサイエンテイストなのだが、詰めの甘さとお人好しな性格が災いして彼の悪事が上手くいくことはほとんどない。痩身で神経質そうな細面の顔。黒づくめの装束に丸眼鏡がトレードマーク。フルネームはハンス・ヴェルン。
元々はフィラム王国の貴族（男爵）で地方領主だったが、現在は窃盗や騒乱罪他の罪で、領地没収の上に指名手配されている。様々なシナリオに登場しては、はた迷惑な機械を作って大騒動を起こす愛すべきトラブルメーカーである。初登場から「〜ルネッサンス」に再び姿を現した数十年（この間は『ブルーフォレスト物語 リバイバルエディション』の記述から、シェリーウェバ地方へ行っていたらしい）経っても容姿が変化しないため、既に亜神化している可能性もうかがわせている。
このヴェルン卿はデザイナーの伏見健二のお気に入りキャラクターであり、リプレイなどで伏見健二がプレイヤーを担当するときはPCとして使用されることもある。
ヴェルン卿は他のテーブルトークRPGのライターやデザイナーにも愛されたキャラクターで、いくつかのゲームではヴェルン卿とその愛機ブランスマンドリン号が「友情出演」している。ヴェルン卿が他のゲームにゲスト出演するときは古き歯車の世界からやって来た「ドクターV」という名前で出てきて、悪事を試みてはPCたちに打ち砕かれることになる。過去にヴェルン卿が出演したゲームでは、メタルヘッド、スペオペヒーローズ、トーキョーN◎VA、セブン＝フォートレスなどがある。

## 関連製品

### ツクダホビー版
ギア・アンティーク
基本ルールブック。1991年にツクダホビーより発売。ボックス型。
アート・アルケミー
サプリメント。1992年にツクダホビーより発売。ボックス型。
魔法語の単語を並べて呪文を創作するという特異な魔法ルールをサポート。蒸気自動車競走をテーマにしたキャンペーンシナリオを付属。
スチーム・パレード
サプリメント。1993年にツクダホビーより発売。ボックス型。
軍事関係の要素を強化するサプリメントで、各種戦車や兵器を取り揃えている他、軍人キャラクターのための詳細な経歴ルールが追加されている。鉄道列車の旅をテーマにしたキャンペーンシナリオを付属。
関連書籍
- ギア・アンティーク（コミック版）

ギア・アンティークのイラストを担当した外薗昌也によるコミックス。1992年にJICC出版局から発売。ISBN 978-4796602693
- ギア・アンティーク2（コミック版）

上記コミックスの続編。1992年にJICC出版局から発売。ISBN 978-4796604093
- TRPGリプレイブック　ギア・アンティーク&トーキョーN◎VA（リプレイ）

『トーキョーN◎VA（ツクダホビー版）』とのカップリングによる描き下ろしリプレイ。『スチーム・パレード』の執筆に参加している藤浪智之による。1993年にケイブンシャから発売。雑誌コード 63552-94

### ゲーム・フィールド版
ギア・アンティーク〜ルネッサンス〜
第二版基本ルールブック。1999年にゲーム・フィールドから発売。B5判。ツクダホビー版のルールやデータは全て再編集されて収録されている。
キャラクターシートが紙ではなくログブックという一冊の「本」として提供されるゲームで、そこに生誕から死亡までの人生の経歴を事細かに書き込んでいくというのが特徴。
ギア・アンティーク〜ルネッサンス〜　ログブックパック
ログブックを5冊セットで別売りしたもの。ゲーム・フィールドから発売。キャラクターシートが紙ではなく「本」であるこのゲームでは、キャラクターシートをコピーするという形では対応しきれなかったため、ログブックは別売りもされていた。
Gear Antique Renaissance 〜紅玉の少女〜
ギア・アンティークのCDドラマ。2000年にアーツジャムから発売された。脚本はグループSNEの三田誠が担当。
エンドレス・エナジー
サプリメント。2000年にゲーム・フィールドより発売。B5判。追加データ・シナリオ・リプレイを収録。
シナリオはCDドラマを元にしたキャンペーンシナリオ「紅玉の少女」（初心者向け）と、CDドラマの裏で行われていた事件を体験できるオリジナルキャンペーンシナリオ「蒼珠の聖女」（ベテラン向け）の二つを収録。この二つのキャンペーンはゲーム世界の中の時間軸で同時進行しており、二つのキャンペーンを同時進行させることで、互いの結果が互いのキャンペーンに影響するという複雑な仕掛けになっている。シナリオの執筆はCDドラマと同じく三田誠が担当した。
ギア・アンティーク〜エンドレスエナジー〜ログブックパック
エンドレスエナジーの追加ルール／データに対応したログブックを5冊セットで別売りしたもの。